# Peder Sønderby
 Der er for få eller ingen kildehenvisninger i denne artikel, hvilket er et problem. Du kan hjælpe ved at angive troværdige kilder til de påstande, som fremføres i artiklen.

Peder Nicolai Sønderby (født 19. april 1932 i Ørderup, død 26. oktober 2011 i Toftlund) var en dansk politiker, der var medlem af Folketinget for Venstre i Løgumklosterkredsen (Sønderjyllands Amtskreds) fra 1979 til 1998.
Han var uddannet sergent fra Sergentskolen Kronborg i 1954 og landbrugsuddannet fra Hammerum Landbrugsskole i 1956. Fra 1956 til 1995 drev han fødegården, Ørderup Østergaard i Ørderup ved Toftlund. Fra 1994 til 1997 var han kommiteret ved Hjemmeværnet.
Peder Sønderby begyndte sin politiske karriere som formand for Venstres Ungdom i Sønderjylland i 1965, og blev i 1966 formand for Venstre i Løgumklosterkredsen. Fra 1971 var han medlem af bestyrelsen for Unibank i Rødding, og fra 1976 medlem af Grænseforeningens hovedbestyrelse. Han var medlem af Undervisningsministeriets Udvalg vedrørende Kulturelle Anliggender i Sydslesvig fra 1979 og var udvalgets formand 1988-1994. Desuden var han medlem af den danske delegation til Europarådet samt af rådets landbrugsudvalg 1980-1982 og igen fra 1984.
Sønderby blev valgt til Folketinget 23. oktober 1979. Han havde forinden været midlertidigt medlem i september 1978 og i juli 1979. I løbet af sin folketingskarriere var han bl.a. formand for Landbrugs- og Fiskeriudvalget 1990-1994. Han var medlem frem til 10. marts 1998.